# Origny-le-Roux
Origny-le-Roux är en kommun i departementet Orne i regionen Normandie i nordvästra Frankrike. Kommunen ligger i kantonen Bellême som tillhör arrondissementet Mortagne-au-Perche. År 2022 hade Origny-le-Roux 249 invånare.

## Befolkningsutveckling
Antalet invånare i kommunen Origny-le-Roux
| Referens: INSEE |